# Вадул-Рашков
Вадул-Рашков (рум. Vadul-Rașcov) — село у Шолданештському районі Молдови. Адміністративний центр однойменної комуни, до складу якої також входить село Сокола.

## Населення
За даними перепису населення 2004 року у селі проживали 1648 осіб.
Національний склад населення села:
| Національність   | Кількість осіб | Відсоток   |
| ---------------- | -------------- | ---------- |
| молдавани румуни | 1621 14        | 98,4% 0,8% |
| росіяни          | 8              | 0,5%       |
| українці         | 5              | 0,3%       |
| Всього           | 1648           | 100%       |

### Уродженці
- Деляну Бака Петрівна (уроджена Рівелес; 1921—2005) — молдавська літераторка, перекладачка, дружина Лівіу Деляну.